# Luke McKenzie
Pour les articles homonymes, voir McKenzie.
Luke Jarrod McKenzie, né le 26 juillet 1981 à Taree en Australie, est un triathlète, professionnel multiple vainqueur sur Ironman et Ironman 70.3.

## Biographie
Luc McKenzie grandit à Taree en Nouvelles-Galles du Sud et pratique dans sa jeunesse une variété de sports, comme le cricket, le water polo ou encore le golf. Il découvre le triathlon en participant comme  bénévole avec sa famille sur la partie marathon de l'Ironman Australie. À l'âge de 13 ans, sa famille s'installe à Gold Coast. Il démontre de bonnes capacités en natation et s'entraine avec un entraineur olympien. Il approche le club local de triathlon et réussit à intégrer l’équipe sportive du club. Sa première compétition se déroule sur une distance sprint où il prend la 1re place.
Il est sélectionné pour intégrer le programme nouvellement créé du centre national de triathlon. Pendant ses études, il fréquente et s'entraine avec des triathlètes et futurs championnes comme Mirinda Carfrae, Emma Snowsill ou Annabel Luxford. Il participe entre 1997 et 2001 aux championnats mondiaux de duathlon et de triathlon dans les catégories, juniors et espoirs. En 2002 il hésite à poursuivre ses entrainements dans des courses de distance M (olympique) en vue de la préparation des Jeux olympiques d'été de 2004 et sur les conseils de sa partenaire d'entrainement Michellie Jones, il s'installe avec Craig Alexander à  Carlsbad, en Californie en formant le projet d'entrer sur le circuit longue distance Ironman,.
Durant sa carrière sur le circuit Ironman, il remporte six compétitions et termine second lors des championnats du monde d'Ironman à Kona en 2013. Il garde la tête de la course jusqu'au trentième kilomètre du marathon avant d’être repris par le Belge Frederik Van Lierde pour finir à la seconde place de la compétition internationale.

## Palmarès
Le tableau présente les résultats les plus significatifs (podium) obtenus sur le circuit international de triathlon depuis 2004.
| Année | Compétition                                  | Pays       | Position           | Temps           |
| ----- | -------------------------------------------- | ---------- | ------------------ | --------------- |
| 2018  | Challenge Taiwan Half                        | Taïwan     | Médaille d'or      | 3 h 48 min 3 s  |
| 2017  | Ironman Wisconsin                            | États-Unis | Médaille d'or      | 8 h 17 min 19 s |
| 2015  | Ironman Western Australie                    | Australie  | Médaille d'or      | 7 h 55 min 58 s |
| 2015  | Ironman Cairns                               | Australie  | Médaille d'or      | 8 h 18 min 1 s  |
| 2013  | Ironman Cairns                               | Australie  | Médaille d'or      | 8 h 17 min 42 s |
| 2013  | Ironman - Championnat du monde à Kailua-Kona | États-Unis | Médaille d'argent  | 8 h 15 min 19 s |
| 2010  | Ironman 70.3 Cairns                          | Australie  | Médaille d'argent  | 4 h 8 min 1 s   |
| 2010  | Ironman Brésil                               | Brésil     | Médaille d'or      | 8 h 7 min 32 s  |
| 2010  | Ironman Chine                                | Chine      | Médaille d'or      | 8 h 41 min 15 s |
| 2010  | Busselton Half Ironman                       | Australie  | Médaille d'or      | 3 h 47 min 18 s |
| 2010  | Ironman 70.3 Cancún                          | Mexique    | Médaille d'argent  | 4 h 2 min 30 s  |
| 2009  | Ironman Japon                                | Japon      | Médaille d'or      | 8 h 28 min 31 s |
| 2009  | Ironman Malaisia                             | Malaisie   | Médaille d'or      | 8 h 26 min 48 s |
| 2009  | Ironman Louisville                           | Japon      | Médaille d'argent  | 8 h 26 min 1 s  |
| 2009  | Busselton Half Ironman                       | Australie  | Médaille d'or      | 3 h 47 min 1 s  |
| 2009  | Ironman 70.3 Chine                           | Chine      | Médaille d'argent  | 4 h 23 min 32 s |
| 2008  | Ironman Japon                                | Japon      | Médaille d'or      | 8 h 29 min 11 s |
| 2008  | Ironman 70.3 Hawaii                          | États-Unis | Médaille d'argent  | 4 h 11 min 58 s |
| 2008  | Ironman Western Australia                    | Australie  | Médaille de bronze | 8 h 12 min 45 s |
| 2004  | Ironman Western Australia                    | Australie  | Médaille de bronze | 8 h 34 min 24 s |